# August Kiss
August Karl Eduard Kiss, o Kiß (11 de octubre de 1802 - 24 de marzo de 1865), fue un escultor alemán, conocido por sus bronces monumentales.

## Vida y obra
Kiss nació en Paprotzan (ahora  Paprocany, parte de Tychy en Polonia) en la Silesia prusiana. Estudió en la Academia de Artes Prusiana bajo supervisión de Christian Rauch, Christian Friedrich Tieck, y Karl Friedrich Schinkel. Su obra ejecutada fue mayormente en estilo Neoclásico y consistió mayormente de retratos y sujetos mitológicos y alegóricos. Murió en Berlín.
Kiss fue responsable de dos monumentos en Breslau: en la parte oriental del Anillo, levantó una estatua ecuestre de bronce de Federico el Grande (1842), y otra estatua ecuestre del rey prusiano Federico Guillermo III (1862).
En 1889 la Asociación de Arte de Fairmount Park (ahora Association for Public Art) obtuvo una obra de escayola de una de las obras más conocidas de Kiss La Amazona y en 1929 la obra fue fundida en bronce y ahora se sitúa en frente del Museo de Arte de Filadelfia.

## Obras escogidas

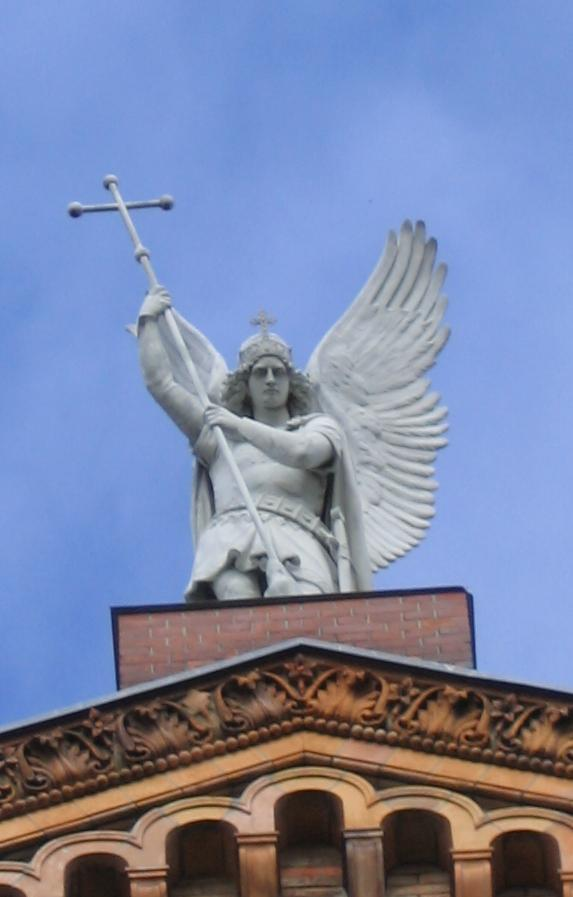
El ángel Miguel en la Iglesia de San Miguel de Berlín.
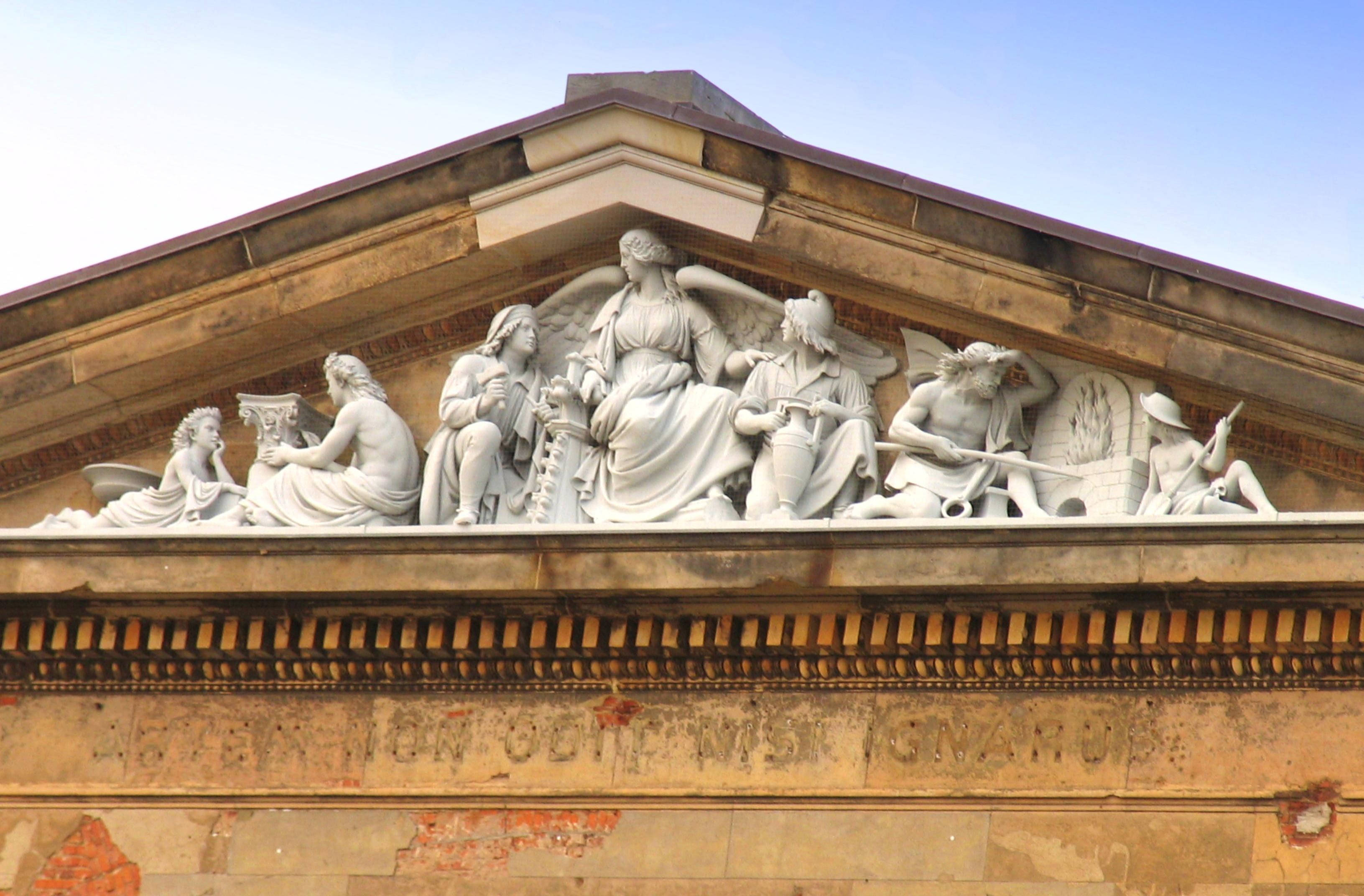
Frontón occidental del Neues Museum (Berlín)
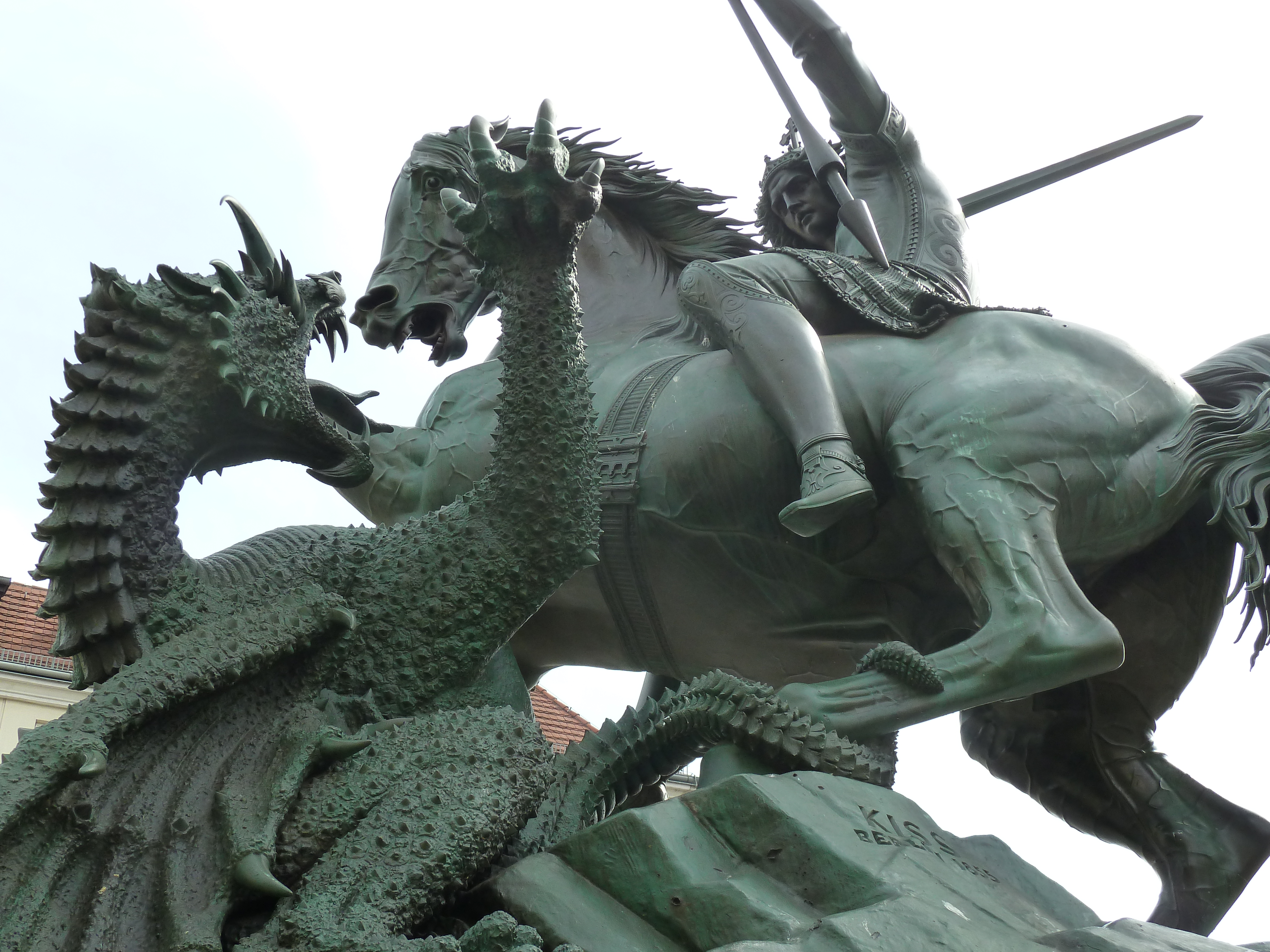
San Jorge y el Dragón, Berlín